# Sân bay quốc tế Osvaldo Vieira
Sân bay quốc tế Osvaldo Vieira (IATA: OXB, ICAO: GGOV) là một sân bay phục vụ thành phố Bissau, thủ đô của Guinea-Bissau. Đây là sân bay quốc tế duy nhất ở quốc gia này.
Sân bay Osvaldo Vieira có 1 đường băng dài 3200 m. Đây là một trong 3 đường băng sân bay tại Guinea-Bissau có bề mặt được rải nhựa/bê tông. Hiện tại chỉ có một chuyến bay xuyên lục địa mỗi tuần kết nối với Lisboa.
Sân bay này phải đóng cửa ngày 7 tháng 6 năm 1998 do giao tranh căng thẳng ở trong và quanh Bissau. Tháng 7 năm 1999 mới mở cửa trở lại.

## Hãng hàng không và tuyến bay
| Hãng hàng không      | Các điểm đến                  |
| -------------------- | ----------------------------- |
| Air Côte d'Ivoire    | Abidjan, Conakry, Dakar–Diass |
| Air Senegal          | Dakar–Diass                   |
| ASKY Airlines        | Dakar–Diass, Lomé             |
| euroAtlantic Airways | Lisboa                        |
| Royal Air Maroc      | Casablanca, Praia             |
| TAP Air Portugal     | Lisboa                        |
| Transair             | Dakar–Diass                   |